# Antonio Barragán
Antonio Juan Barragán Fernández (Pontedeume, 4 juli 1987) is een Spaans voetballer die doorgaans als rechtsback speelt. Hij tekende in juli 2018 een contract tot medio 2020 bij Real Betis, dat hem in het voorgaande seizoen al huurde van Middlesbrough.

## Clubvoetbal
Barragán speelde tot juli 2005 in de jeugd van Sevilla FC, waarna hij naar het Engelse Liverpool FC vertrok. De Galiciër was een van de vele Spaanse spelers die door coach Rafael Benítez naar Liverpool FC werd gehaald (wel aangeduid als de Spaanse Armada), maar Barragán wist nooit door te breken als basisspeler. Hij kwam niet verder dan een invalbeurt op 10 augustus 2005 tegen CSKA Sofia in de derde kwalificatieronde van de UEFA Champions League. Tien minuten voor tijd verving Barragán zijn landgenoot Fernando Morientes. De rest van het seizoen bracht hij door in het tweede elftal van Liverpool FC. In juli 2006 keerde Barragán terug naar Spanje en tekende bij Deportivo de La Coruña. Drie jaar later stapte hij over naar Real Valladolid waarmee hij in het seizoen 2010/11 aantrad in de Segunda División A.

## Clubstatistieken
| Seizoen | Club                | Competitie       | Competitie | Competitie | Beker | Beker | Europa | Europa | Totaal | Totaal |
| Seizoen | Club                | Competitie       | Wed.       | Dlp.       | Wed.  | Dlp.  | Wed.   | Dlp.   | Wed.   | Dlp.   |
| ------- | ------------------- | ---------------- | ---------- | ---------- | ----- | ----- | ------ | ------ | ------ | ------ |
| 2005/06 | Liverpool           | Premier League   | 0          | 0          | 0     | 0     | 1      | 0      | 1      | 0      |
| 2006/07 | Deportivo La Coruña | Primera División | 16         | 2          | 0     | 0     | —      | —      | 16     | 2      |
| 2007/08 | Deportivo La Coruña | Primera División | 10         | 0          | 2     | 0     | —      | —      | 12     | 0      |
| 2008/09 | Deportivo La Coruña | Primera División | 0          | 0          | 0     | 0     | —      | —      | 0      | 0      |
| 2009/10 | Real Valladolid     | Primera División | 17         | 0          | 2     | 0     | —      | —      | 19     | 0      |
| 2010/11 | Real Valladolid     | Segunda División | 25         | 0          | 4     | 1     | —      | —      | 29     | 1      |
| 2011/12 | Real Valladolid     | Segunda División | 1          | 0          | 0     | 0     | —      | —      | 1      | 0      |
| 2011/12 | Valencia            | Primera División | 18         | 0          | 3     | 0     | 5      | 0      | 26     | 0      |
| 2012/13 | Valencia            | Primera División | 14         | 0          | 4     | 0     | 5      | 0      | 23     | 0      |
| 2013/14 | Valencia            | Primera División | 20         | 0          | 2     | 0     | 9      | 1      | 31     | 1      |
| 2014/15 | Valencia            | Primera División | 34         | 1          | 2     | 0     | —      | —      | 36     | 1      |
| 2015/16 | Valencia            | Primera División | 24         | 0          | 5     | 0     | 6      | 0      | 35     | 0      |
| 2016/17 | Middlesbrough       | Premier League   | 26         | 0          | 1     | 0     | —      | —      | 27     | 0      |
| 2017/18 | → Real Betis        | Primera División | 29         | 0          | 2     | 0     | —      | —      | 31     | 0      |
| 2018/19 | Real Betis          | Primera División | 14         | 0          | 5     | 1     | 5      | 0      | 24     | 1      |
| Totaal  | Totaal              | Totaal           | 248        | 3          | 32    | 2     | 31     | 1      | 311    | 6      |

## Nationaal elftal
Barragán won in juli 2006 met het Spaans elftal het EK Onder-19 in Polen. Op het EK bereikte Spanje de finale door in de groepsfase Turkije (5-3), Schotland (4-0) en Portugal (1-1) achter zich te houden en in de halve finale van Oostenrijk te winnen (5-0). In de finale werd met 2-1 gewonnen van Schotland door twee doelpunten van Alberto Bueno. Barragán was basisspeler op dit toernooi. In 2007 nam hij deel aan het WK Onder-20 in Canada.
1 Silva ·
2 Bellerín ·
3 Llorente ·
4 Cardoso ·
5 Bartra ·
6 Natan ·
7 Juanmi ·
8 Roque ·
9 Ávila ·
10 Abde ·
11 Bakambu ·
12 Rodríguez ·
13 Adrián ·
14 Carvalho ·
15 Perraud ·
16 Altimira ·
18 Fornals ·
19 Losada ·
20 Lo Celso ·
21 Roca ·
22 Isco ·
23 Sabaly ·
24 Ruibal ·
25 Vieites ·
38 Diao ·
Coach: Pellegrini